# Parapinnixa cubana
Parapinnixa cubana is een krabbensoort uit de familie van de Pinnotheridae. De wetenschappelijke naam van de soort is voor het eerst geldig gepubliceerd in 1994 door E. Campos.